# Cinematismo
In meccanica il termine cinematismo (o catena cinematica) si riferisce ad un sistema di elementi meccanici rigidi tra loro collegati mediante collegamenti che ne consentono un certo livello di moto relativo tra le parti. Tali elementi sono detti vincoli poiché impongono precise relazioni geometriche. Alcune parti del cinematismo possono essere vincolate ad una struttura fissa che ne costituisce il basamento o telaio.
I cinematismi di maggior interesse nella meccanica, sono quelli dotati di un solo grado di libertà e a volte col termine cinematismo ci si riferisce specialmente a questi: fissata la posizione di un elemento risulta definita la posizione di tutti gli altri, esiste una relazione univoca tra le traiettorie delle varie parti. Se un elemento della catena cinematica è fisso (funge da telaio), in tal caso si parla generalmente di meccanismo.
Probabilmente uno dei più diffusi cinematismi è il manovellismo di spinta rotativo, usato nei motori endotermici ma anche nelle vecchie locomotive a vapore.

Cinematismo di una locomotiva a vapore. 1. bilanciere 2. manovella 3. asta di spinta 4. leva 5. testacroce 6. cilindro di controllo della corsa 7. cilindro pneumatico a vapore 8. asta di comando.